# Jakobinisme
Het jakobinisme (Frans: jacobinisme) is een politieke stroming die in Parijs ontstond tijdens de 18e eeuw en zich beroept op de ideeën van de jakobijnen tijdens de Franse Revolutie om zich in te zetten voor volkssoevereiniteit en ondeelbaarheid van de Franse Republiek. Het moderne jakobinisme is een voortzetting hiervan en behelst het streven naar een Franse centralistische eenheidsstaat die zo veel mogelijk vanuit één centraal punt (Parijs), of zelfs door één centrale overheid of persoon (President) bestuurd wordt. Door toepassing van bureaucratie, centralisme en technocratie ontstaat er binnen de Franse landsgrenzen uniformisering in sociale en politieke domeinen. 
Het jakobinisme staat tegenover regionalisme en federalisme. Deze vorm van autoritaire politiek heeft in Frankrijk geleid tot verfransing van autochtone bevolkingsgroepen binnen de gecentraliseerde eenheidsstaat.